# کلارنس بادینگتون کلند
کلارنس بادینگتون کلند (انگلیسی: Clarence Budington Kelland؛ ‏ ۱۱ ژوئیهٔ ۱۸۸۱ – ۱۸ فوریهٔ ۱۹۶۴) رمان‌نویس، و روزنامه‌نگار اهل ایالات متحده آمریکا بود.
از فیلم‌هایی که وی در آن‌ها نقش داشته است، می‌توان به پنجه گربه و آقای دیدز به شهر می‌رود اشاره نمود.